# Atletica leggera ai Giochi olimpici intermedi - Lancio del giavellotto stile libero
Ai Giochi olimpici intermedi di Atene 22 atleti parteciparono alla gara di lancio del giavellotto in stile libero. La prova si tenne il 26 aprile nello Stadio Panathinaiko. Non ci furono qualificazioni: si disputò direttamente la finale.

## L'eccellenza mondiale
| Migliore prest. mondiale 1905 | 51,40 m | Eric Lemming | Presente |

1. ↑  Nel lancio del giavellotto.

## La gara
È la prima apparizione del lancio del giavellotto ai Giochi. Si gareggia a "stile libero", ovvero, senza obblighi di impugnatura.

### Finale
Eric Lemming uccide subito la gara con una bordata a 49,66 metri al primo lancio. Capisce che è in giornata di grazia e tenta di battere il proprio primato nazionale di 53,79 m (1903), riuscendoci per 11 cm.
| Pos     | Paese  | Atleta           | Età | Misura  |
| ------- | ------ | ---------------- | --- | ------- |
| Oro     | Svezia | Eric Lemming     | 26  | 53,90 m |
| Argento | Svezia | Knut Lindberg    | 24  | 45,17 m |
| Bronzo  | Svezia | Bruno Söderström | 25  | 44,92 m |